# Гленавон
«Гленавон» (англ. Glenavon Football Club) — североирландский футбольный клуб из города Лерган (графство Арма), основанный в 1889 году.

## История

Капитан Джимми Джонс поднимает кубок победителей лиги Северной Ирландии сезона 1959/60

Гленавон — это клуб с богатыми традициями. Это первый провинциальный клуб, который победил в Высшем дивизионе в сезоне 1951/52 и также первый провинциальный клуб, сделавший золотой дубль, выиграв и лигу, и кубок в сезоне 1956/57.
В сезоне 2006/07 команда заняла 15-е место в лиге, что обязывало сыграть два стыковых матча со 2-й командой Первого дивизиона за сохранение прописки в элитном дивизионе. Соперником ФК Гленавон стал клуб Бангор. Им предстояло сыграть два матча: 11 мая на поле Бангора и 15 мая на поле ФК Гленавон.
- Первый матч: Бангор атаковал на протяжении всего первого тайма, но не смог реализовать ни одного момента. А во втором тайме Гленавон встрепенулся, стал наваливаться на ворота Бангора, что и привело к голу, который забил Стефан Мэйджнис (Гленавон подал угловой и Стефан головой пробил мимо Райана Брауна — вратаря хозяев). Этот гол оказался победным для Гленавона. Бангор прессинговал все последние минуты матча, но не смог добиться даже ничьи.
- Второй матч: Перед Гленавоном стояла задача удержать победный результат первого матча. Но игроки команды с первых минут засели в обороне. И на 56 минуте атаки Бангора воплотились в гол. Бангор заработал угловой. Навес в штрафную и Пол Райс выбивает мяч, но Мун смог принять мяч и сделать пас на Ирвайна, который с 8 ярдов заколотил мяч в сетку. В оставшееся время обе команды имели шанс завершить игру в свою пользу, но так и не смогли решить поставленную задачу и в дополнительное время. Судьба прописки в Высшем дивизионе решилась в серии пенальти.
- Серия пенальти: Гленавон начал первым. К точке подошёл Хантер и забил. Но игрок Бангора МакДоуэл также реализовал свою попытку забив пенальти. Второй удар подошёл бить Мин, который смог обыграть вратаря гостей и сделал счёт в серии пенальти 2-1. У Бангора к мячу подошёл Мун и сделал счёт 2-2. Третий удар делал Пол Уолш и пробил прямо в правый нижний угол ворот, выведя свою команду вперёд 3-2. И к точке подходит герой матча для Бангора — Ирвайн. Удар Ирвайна смог парировать Райс. Счёт так и остался 3-2. Четвёртый удар у Гленавона пробивал герой первого матча Стефан Мэйджнис, но он не смог переиграть вратаря гостей Брауна. На четвёртый удар для Бангора вышел Ален, который не обманул вратаря и Райс опять же отбивает удар. Решающий удар вышел бить герой встречи Пол Райс — вратарь, который в течение всего матча спасал ворота Гленавона и смог отразить два послематчевых пенальти. И Райс забивает в правый нижний угол и хоронит надежды Бангора на место в элитном дивизионе, сохраняя тем самым место в «элите» для своей команды.

13 сентября 2022 года Кристофер Атертон дебютировал в основном составе «Гленавона» в матче Кубка североирландской лиги против «Доллингстауна» в возрасте 13 лет и 329 дней, став самым молодым футболистом в истории, сыгравшим в официальном матче в Великобритании.

## Достижения
- Премьер-лига
  - Победитель (3): 1951/52, 1956/57, 1959/60
- Кубок Северной Ирландии
  - Обладатель (6): 1956/57, 1958/59, 1960/61, 1991/92, 1996/97, 2013/14, 2015/16
- Кубка лиги
  - Обладатель: 1989/90
- Суперкубок Северной Ирландии
  - Обладатель: 1992, 2016

## Выступления в еврокубках
| Сезон   | Турнир                      | Раунд                         | Соперник         | Дома   | В гостях | Общий счёт |  |
| ------- | --------------------------- | ----------------------------- | ---------------- | ------ | -------- | ---------- |  |
| 1957/58 | Кубок европейских чемпионов | Предварительный раунд         | АГФ Орхус        | 0:3    | 0:0      | 0:3        |  |
| 1960/61 | Кубок европейских чемпионов | Предварительный раунд         | Висмут           | отмена | отмена   | w/o        |  |
| 1977/78 | Кубок УЕФА                  | Первый раунд                  | ПСВ Эйндховен    | 2:6    | 0:5      | 2:11       |  |
| 1979/80 | Кубок УЕФА                  | Первый раунд                  | Стандард Льеж    | 0:1    | 0:1      | 0:2        |  |
| 1990/91 | Кубок УЕФА                  | Первый раунд                  | Бордо            | 0:0    | 0:2      | 0:2        |  |
| 1995/96 | Кубок УЕФА                  | Предварительный раунд         | Хафнарфьердур    | 0:0    | 1:0      | 1:0        |  |
| 1995/96 | Кубок УЕФА                  | Первый раунд                  | Вердер Бремен    | 0:2    | 0:5      | 0:7        |  |
| 2001/02 | Кубок УЕФА                  | Первый раунд                  | Килмарнок        | 0:1    | 0:1      | 0:2        |  |
| 2014/15 | Лига Европы УЕФА            | Первый квалификационный раунд | Хафнарфьердур    | 2:3    | 0:3      | 2:6        |  |
| 2015/16 | Лига Европы УЕФА            | Первый квалификационный раунд | Шахтер Солигорск | 1:2    | 0:3      | 1:5        |  |
| 2016/17 | Лига Европы УЕФА            | Первый квалификационный раунд | КР Рейкьявик     | 0:6    | 1:2      | 1:8        |  |